# Pădurea minunată
Pădurea minunată (croată Čudesna šuma; engleză The Elm-Chanted Forest) este un film de animație muzical croato-american din 1986; în SUA, este, de asemenea, cunoscut sub numele de Fantasy Forest (Pădurea fantastică). Cu un scenariu scris în conformitate cu povestea originală a lui Sunčana Škrinjarić, acesta a fost primul lung-metraj regizat de Milan Blažekovič⁠(d) și, de asemenea, primul film de animație produs în Croația și Iugoslavia.

## Rezumat
După ce un artist pe nume Peter Palette trage un pui de somn sub un ulm fermecat, el descoperă că are acum capacitatea de a comunica cu animalele din pădure și că pensula lui are puteri magice. Pentru a-și ajuta noii lui prieteni să supraviețuiască, trebuie să folosească abilitățile sale pentru a opri răul pe care Regele Cactus vrea să-l facă prin transformarea pădurii într-un deșert.

## Personaje principale
- Peter Palette: un pictor care dobândește capacitatea de a comunica cu animalele din pădure.
- J. Edgar Beaver: un castor care deține un salon în pădure.
- Bud E. Bear: un prietenos urs roz care devine aliat al lui Peter. Uneori se duce la salonul lui J. Edgar.
- Fifi Fox: o frumoasă și delicată vulpe roșcată cu accent franțuzesc.
- Do, Ray și Mee: un trio de frați arici, roz, galben și albastru.
- Emperor Spine (Regele Cactus): nu este dezvăluit prea mult despre originile sale, dar el intenționează să distrugă pădurea, înlocuind-o cu un deșert. Acoliții săi sunt numiți Spinetinglers.
- Thistle (Ciulin): un timid magician de la curtea Regelui Cactus care încearcă totul pentru ai intra în voie stăpânului său.  Dar cu sprijinul lui Petru și a celorlalți, ajută să oprească planul malefic al Regelui Cactus.

## Lansare
Celebrity Home Entertainment⁠(d), secțiunea Just for Kids, a lansat filmul pe 4 ianuarie 1989 în Statele Unite pe VHS și Betamax.
În 1990 s-a făcut o continuare, The Magician's Hat⁠(d) (Čarobnjakov šešir), foarte puțin distribuit în afara țării de origine.
La sfârșitul anului 2007, atât acest film cât și continuarea sa au fost lansate pe DVD în țările din fosta Iugoslavie de  Happy  TV.

## Recepție
În 1999, un sondaj pe spectatorii croați a arătat că este unul din cele mai bune filme croate făcute vreodată.

## Legături externe
- Pădurea minunată la AllRovi
- Pădurea minunată la Internet Movie Database
- Pădurea minunată pe site-ul The Big Cartoon DataBase